# Bai Chongxi
Bai Chongxi ou Pai Ch'ung-hsi (chinois traditionnel : 白崇禧; pinyin: Bái Chóngxǐ), de son nom de naissance Omar Chongxi Bai, né le 18 mars 1893, mort le 1er décembre 1966, est un militaire, seigneur de la guerre et homme politique chinois.

## Biographie
Né à Guilin, dans le Guangxi, il est le descendant d'un marchand persan et appartient à l'ethnie musulmane des Hui. Après avoir étudié à l'Académie militaire du Guangxi, il se fait connaître en soutenant, avec ses anciens condisciples Huang Shaohong et Li Zongren, l'action du leader nationaliste Sun Yat-sen. Leurs actions militaires contribuent à soumettre les seigneurs de la guerre du Guangxi, et aident le gouvernement de la république de Chine à contrôler la province. Il est, avec Li Zongren, l'un des principaux dirigeants militaires du Guangxi, et dirige ses troupes de manière indépendante, tout en restant fidèle à la République.
Durant l'expédition du nord, Bai Chongxi est l'un des chefs de l'Armée nationale révolutionnaire chinoise, et contribue à réduire les seigneurs de la guerre, participant aux prises de Hangzhou et Shanghai. En 1927, chef de garnison à Shanghai, il contribue à la purge visant les communistes.
Bai Chongxi est le premier chef militaire du gouvernement central chinois à pénétrer dans Pékin, marquant la fin de l'expédition du nord. Durant les années 1930, il s'occupe de la réorganisation du Guangxi.
Durant la seconde guerre sino-japonaise, Bai Chongxi est l'un des principaux chefs militaires chinois, participant à de nombreux affrontements, comme la bataille de Taierzhuang, qui voit l'un des rares succès de la Chine dans les premières années du conflit.
En 1946, alors que la guerre civile contre les communistes reprend, Bai Chongxi bat les troupes de Lin Piao à Siping. Nommé ministre de la défense par Tchang Kaï-chek en juin 1946, Bai Chongxi se voit écarté des prises de décisions réelles. En 1947, il est envoyé assurer l'ordre sur l'île de Taïwan, récemment récupérée par la Chine et parcourue d'émeutes dues à la mauvaise administration du gouvernement central chinois. Il parvient à ramener le calme par la négociation. En 1948, il soutient Li Zongren pour l'élection à la vice-présidence de la République ; Tchang Kaï-chek lui retire alors son ministère et le charge d'administrer le centre et le sud de la Chine.
Lors de la victoire des communistes, les troupes de Bai Chongxi sont les dernières à quitter la Chine continentale, d'abord pour Hainan, puis pour Taïwan. Brouillé avec Tchang Kaï-chek, il prend ensuite une semi-retraite.